# Flandria (Radsportteam)

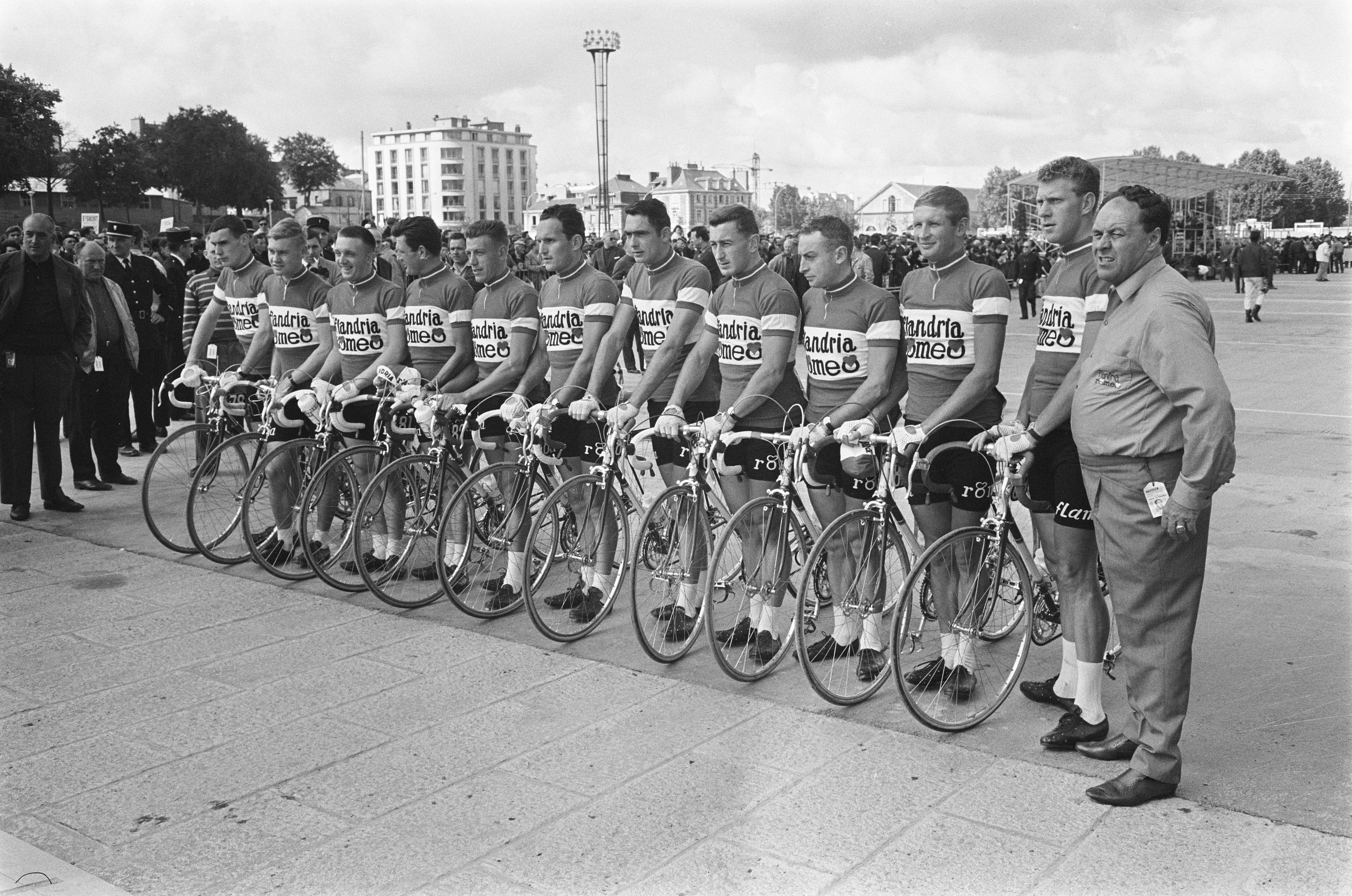
Das Flandria-Team bei der Tour de France 1964

Flandria war ein vom belgischen Fahrrad- und Motorradhersteller Claeys Flandria  gesponsertes Radsportteam. Es existierte von 1959 bis 1979.

## Geschichte
1958 hatte der Radrennfahrer Leon Vandaele Paris–Roubaix und die Flandern-Rundfahrt gewonnen. Weil er aber Anordnungen seines Teams missachtet hatte und es deshalb zu Konflikten mit seinem als dominant bekannten Mannschaftskollegen Rik Van Looy gekommen war, suchte er nach einem neuen Rennstall. Im Jahr darauf traf er sich mit dem Besitzer des Unternehmens Flandria, Aime Claeys, in einem Café und berichtete ihm von seinen Problemen. Daraufhin beschloss der begeisterte Radsportfan Claeys, eine neue Mannschaft aufzubauen. In seiner ersten Saison gewann das Dr. Mann-Flandria Team 44 Rennen; Vandaele fuhr allein acht Siege ein, darunter bei Gent–Wevelgem.
Das belgische Radsportidol Briek Schotte fuhr in seiner letzten Saison 1959 für Flandria. Anschließend wurde er Sportlicher Leiter und blieb in dieser Funktion, bis das Team 1979 aufgelöst wurde. Wegen ihrer roten Trikots wurde die Mannschaft rode brigade genannt.
In den 20 Jahren seines Bestehens standen insgesamt rund 430 Rennfahrer bei Flandria unter Vertrag. Alle bekannten belgischen Rennfahrer (mit Ausnahme von Eddy Merckx und Frans Verbeeck) fuhren im Laufe ihrer Karriere eine Zeitlang für das Team, darunter Briek Schotte (1959), Rik Van Looy (1962), Walter Godefroot (1973–1975), Freddy Maertens (1972–1979) und  Jean-Pierre Monseré (1969–1971).
Im ersten Jahr betrug das Budget der Mannschaft (nach heutiger Berechnung) 75.000 Euro und steigerte sich bis zu rund 500.000 Euro Ende der 1970er Jahre. Als es mit dem Unternehmen Claeys Flandria wirtschaftlich bergab ging, wurde der Rennstall aufgelöst.

## Informatives
Mit Jean-Pierre „Jempi“ Monseré verband Pol Claeys eine besondere persönliche Beziehung; für Claeys war das hoffnungsvolle Talent wie ein Sohn, wie er 2007 in einem Interview sagte. Monseré wiederum stand in Rivalität zu seinem Mannschaftskameraden Roger De Vlaeminck („Sie gönnten einander nicht das Licht in den Augen“), was zu starken Spannungen im Team führte und zu einer großen Belastung für Claeys wurde. Monseré starb am 15. März 1971 im Alter von 22 Jahren bei einem Unfall (er wurde während eines Radrennens in Belgien von einem Auto angefahren). Pol Claeys machte später die Streitigkeiten zwischen den beiden Fahrern für Monserés Tod mitverantwortlich, weil dieser seinen Fokus auf De Vlaemincks Rennverhalten gehabt und es dadurch an Aufmerksamkeit habe fehlen lassen.
Neben der belgischen Mannschaft Flandria-Carpenter-Confortluxe beteiligte sich Claeys Flandria im Jahr 1974 an der französischen Equipe Merlin Plage-Shimano-Flandria. Die anderen französischen Mannschaften sahen hierin eine Wettbewerbsverzerrung und einen Verstoß gegen die Regeln der Union Cycliste Internationale. Nachdem die UCI keinen Grund zum Eingreifen sah, boykottierten die französischen Teams den Auftakt zum Rad-Weltcup Mailand–Sanremo.
Das Team war auch das erste Team, welches im Jahr 1973 als erste europäisches Radsportteam Komponenten vom japanischen Komponentenhersteller Shimano einsetzte.

## Erfolge (Auswahl)
Insgesamt gewannen Fahrer der Mannschaft zwei „Grand Tours“, zwei Straßen-Weltmeisterschaften, 70 Klassiker, darunter fünfmal die Flandern-Rundfahrt und viermal Paris–Roubaix, z. B.:
- Jef Planckaert: Lüttich–Bastogne–Lüttich 1962
- Rik Van Looy: Flandern-Rundfahrt 1962, Paris–Roubaix 1962
- Peter Post: Paris–Roubaix 1964
- Walter Godefroot: Lüttich–Bastogne–Lüttich 1967, Flandern-Rundfahrt 1968, Paris–Roubaix 1969
- Eric De Vlaeminck: Querfeldein-Weltmeisterschaften 1969–1972
- Jean-Pierre Monseré: WM-Straßenrennen 1970
- Roger De Vlaeminck: Lüttich–Bastogne–Lüttich 1970
- Eric Leman: Flandern-Rundfahrt 1970
- Marc Demeyer: Paris–Roubaix 1976
- Freddy Maertens: WM-Straßenrennen 1976, Vuelta a España 1977
- Michel Pollentier: Giro d’Italia 1977

## Weitere Fahrer (Auswahl)

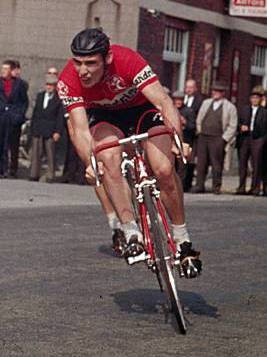
Der Belgier Willy Bocklant im roten Trikot von Flandria (1967)

- Joaquim Agostinho, 1978–1979
- Willy Bocklant, 1962–1965, 1967
- Danny Clark, 1977–1978
- Romain De Loof, 1963–1965, 1968–1972
- Evert Dolman, 1971–1972
- Graeme Gilmore, 1969
- Raymond Impanis, 1962
- Jan Janssen, 1972
- Sean Kelly, 1977–1978
- Leijn Loevesijn, 1970
- Patrick Sercu, 1967
- Tino Tabak, 1971, 1976
- Herman Van Springel, 1975–1976